# Vale Summit
Vale Summit es un lugar designado por el censo ubicado en el condado de Allegany en el estado estadounidense de Maryland. En el Censo de 2010 tenía una población de 139 habitantes y una densidad poblacional de 54,76 personas por km².

## Geografía
Vale Summit se encuentra ubicado en las coordenadas 39°37′2″N 78°54′34″O / 39.61722, -78.90944. Según la Oficina del Censo de los Estados Unidos, Vale Summit tiene una superficie total de 2.54 km², de la cual 2.53 km² corresponden a tierra firme y (0.51%) 0.01 km² es agua.

## Demografía
Según el censo de 2010, había 139 personas residiendo en Vale Summit. La densidad de población era de 54,76 hab./km². De los 139 habitantes, Vale Summit estaba compuesto por el 99.28% blancos, el 0% eran afroamericanos, el 0% eran amerindios, el 0% eran asiáticos, el 0% eran isleños del Pacífico, el 0% eran de otras razas y el 0.72% pertenecían a dos o más razas. Del total de la población el 0% eran hispanos o latinos de cualquier raza.